# Mera blod i baljan, Boys
Mera blod i baljan boys (engelska: Bloodbath at the House of Death) är en brittisk skräckkomedi från 1984 i regi av Ray Cameron, med Kenny Everett, Pamela Stephenson, Vincent Price och Gareth Hunt i rollerna.

## Rollista (i urval)
| Kenny Everett     | – Dr. Lukas Mandeville |
| Pamela Stephenson | – Dr. Barbara Coyle    |
| Vincent Price     | – Mystisk man          |
| Gareth Hunt       | – Elliot Broome        |
| Don Warrington    | – Stephen Wilson       |
| John Fortune      | – John Harrison        |
| Sheila Steafel    | – Sheila Finch         |
| John Stephen Hill | – Henry Noland         |
| Cleo Rocos        | – Deborah Kedding      |
| Graham Stark      | – Den blinda mannen    |
| Pat Ashton        | – Barmaid              |
| David Lodge       | – Inspektör Goule      |
| Davilia David     | – Sheilas mamma        |
| Debbie Linden     | – Attraktiv tjej       |
| Tim Barrett       | – Doktor               |